# Homemade (Fernsehserie)
Homemade ist eine chilenisch-italienische Anthologieserie die im Auftrag von Netflix produziert und als Netflix Original am 30. Juni 2020 veröffentlicht wurde. Die Serie vereint 17 Kurzfilme aus 11 verschiedenen Ländern, in denen Filmemacher, teilweise sehr persönlich, die Erlebnisse in der COVID-19-Pandemie filmisch aufarbeiten.

## Hintergrund
Die 17 Kurzfilme für Homemade entstanden unter der Vorgaben, dass die national geltenden Corona-Regeln, wie beispielsweise Regeln zum Social Distancing eingehalten werden. Außerdem sollte ohne Budget produziert werden und nur zuhause vorhandenes Equipment genutzt werden, entsprechend entstanden auch Filme gedreht mit einem iPhone oder einer einfachen Handkamera.
Das Projekt wurde von dem Chilenen Pablo Larraín initiiert und wird auch von seiner Filmproduktionsgesellschaft in Koproduktion mit dem italienischen Unternehmen The Apartment produziert. Der deutsche Filmemacher Sebastian Schipper, der auch einen Kurzfilm beisteuerte, sagt über seinen eigene Film, „dass sein Film der privateste ist, den er je gemacht habe.“
Die deutschen Untertitel stammen von Britta Boyle.

## Episodenliste
| Nr. | Deutscher Titel                            | Originaltitel                          | Regie                             | Drehbuch | Gastdarsteller | Originalsprache/Drehort                      |
| --- | ------------------------------------------ | -------------------------------------- | --------------------------------- | --- | --- | -------------------------------------------- |
| 1 | Clichy-Montfermil                          | Clichy-Montfermil                      | Ladj Ly                           | Al Hassan Ly und Ladj Ly                                                                                          | Al Hassan Ly | Französisch/Montfermeil, Frankreich          |
| Der Film zeigt die Stadt Montfermeil während des Lockdowns aus der Sicht einer Drohne. |                                            |                                        |                                   | | |                                              |
| 2 | Reise zum Ende der Nacht                   | Voyage Au Bout De La Nuit              | Paolo Sorrentino                  | Paolo Sorrentino                                                                                                  | Olivia Williams, Javier Cámara                                                                                      | Englisch/Rom, Italien                        |
| Nachdem Königin Elisabeth II. während eines Besuchs bei Papst Franziskus von Lockdown in Italien überrascht wird und Italien nicht mehr verlassen darf verbringen die beiden den Lockdown gemeinsam mit Tanzen, Flirten und Nacktbaden. |                                            |                                        |                                   | | |                                              |
| 3 | Die Glücklichen                            | The Lucky Ones                         | Rachel Morrison                   | Rachel Morrison                                                                                                   | Rachel Morrison, Wiley Morrison, Cleo Morrison                                                                      | Englisch/Los Angeles, Vereinigte Staaten     |
| Eine Mutter liest einen Text an ihren Sohn, wie sie sich wünscht, dass er den Lockdown in Erinnerung behält. |                                            |                                        |                                   | | |                                              |
| 4 | Last Call                                  | Last Call                              | Pablo Larraín                     | Pablo Larraín | Jaime Vadell, Mercedes Morán, Delfina Guzman, Coca Guazzini, Shlomit Baytelman, Gabriela Arancibia                  | Spanisch/Santiago, Chile                     |
| Ein älterer Mann in einem Altenheim ruft in einem Videoanruf seine Exfreundin an um ihr seine Liebe zu gestehen. Nachdem sie sich jedoch weigert ihn vor seinem Tod noch einmal zu besuchen gibt er zu, dass er bereit bei mehreren Exfreundinnen angerufen hat. Er legt auf und bittet eine Altenpflegerin eine weitere seiner Exfreundinnen anzurufen. |                                            |                                        |                                   | | |                                              |
| 5 | Paar trennt sich während des Lockdowns LOL | Couple Splits Up While In Lockdown LOL | Rungano Nyoni                     | Reto Caffi, Besa Chisanga, Susan Eigbefoh, Gabriel Gauchet, Mubanga Kalimamukwento, Ndaba Mazibuko, Rungano Nyoni | Bia Djassi, Joaquim Filipe dos Santos Costa, Magui Oliu                                                             | Englisch/Lissabon, Portugal                  |
| Der Film stellt ein Gespräch über einen Messengerdienst dar. In dem Gespräch schreibt eine Frau, dass sie sich von ihrem Freund getrennt hat. Am Ende des Kurzfilms kommen die beiden wieder zusammen, nachdem sie gemeinsam nach dem Hund des Nachbarn gesucht haben.                                                                                   |                                            |                                        |                                   | | |                                              |
| 6 | Räume                                      | Espacios                               | Natalia Beristáin                 | Natalia Beristáin                                                                                                 | Jacinta Terrazas Beristain, Olivia Chernicoff Guala, Mila Margolis Denti, Diego Margolis Denti                      | Spanisch/Mexiko-Stadt, Mexiko                |
| Ein kleines Mädchen versucht sich während des Lockdowns selbst zu beschäftigen. |                                            |                                        |                                   | | |                                              |
| 7 | Casino                                     | Casino                                 | Sebastian Schipper                | Sebastian Schipper                                                                                                | Sebastian Schipper                                                                                                  | Englisch/Berlin, Deutschland                 |
| Ein Mann verbringt den Lockdown alleine in seiner Wohnung, irgendwann beginnt er zu halluzinieren und freundet sich mit sich selbst an. |                                            |                                        |                                   | | |                                              |
| 8 | Letzte Nachricht                           | Last Message                           | Naomi Kawase                      | Naomi Kawase | Mitsuki | Englisch/Nara, Japan                         |
| In dem impressionistischen Kurzfilm stellt sich ein junger Mann die Fragen über die menschliche Existenz. |                                            |                                        |                                   | | |                                              |
| 9 | Was ist wichtig?                           | What is essential?                     | David Mackenzie                   | Ferosa Mackenzie und David Mackenzie                                                                              | Ferosa Mackenzie, Arthur Mackenzie, Luke Mackenzie, Holly Gilchrist, Gilly Gilchrist, Hazel Mall, Kathryn Howden    | Englisch/Glasgow, Vereinigtes Königreich     |
| Eine Teenagerin versucht sich die Langeweile im Lockdown zu vertreiben und stellt sich die Frage, was sie alles nach dem Ende der Pandemie unternehmen will. |                                            |                                        |                                   | | |                                              |
| 10 | Penelope                                   | Penelope                               | Maggie Gyllenhaal                 | Maggie Gyllenhaal                                                                                                 | Peter Sarsgaard, Nermeen Shaikh                                                                                     | Englisch/Vermont, Vereinigte Staaten         |
| Nach einem Virusausbruch lebt ein Mann alleine in seiner Hütte, er gestaltet seinen Alltag, während er über das Radio immer neue Todeszahlen empfängt und der Mond immer näher an die Erde heranrückt, den der Virus hat Einfluss auf die Gravitation im Sonnensystem.                                                                                   |                                            |                                        |                                   | | |                                              |
| 11 | Mayroun und das Einhorn                    | Mayroun and the Unicorn                | Nadine Labaki und Khaled Mouzanar | Nadine Labaki und Khaled Mouzanar                                                                                 | Mayroun, Khaled Mouzanar                                                                                            | Französisch, Englisch/Beirut, Libanon        |
| Nachdem ein kleines Mädchen realisiert, dass sie im Büro ihres Vaters eingesperrt ist flüchtet sie sich in eine fiktive Welt mit einem Einhorn. |                                            |                                        |                                   | | |                                              |
| 12 | Annex                                      | Annex                                  | Antonio Campos                    | Brady Corbet, Mona Fastvold, Antonio Campos                                                                       | Christopher Abbott, Mona Fastvold, Sofia Subercaseaux, Ada Fastvold-Corbet, Emilio Subercaseaux Campos, Mary Corbet | Englisch/Springs, Vereinigte Staaten         |
| Eine Familie findet bei einem Ausflug an den See einen halbnackten Mann am Ufer und nimmt diesen mit nach Hause. Nachdem der Mann am nächsten Morgen in den Pool der Familie springt rennt die Tochter zum See und findet ihn dort erneut am Ufer liegend.                                                                                               |                                            |                                        |                                   | | |                                              |
| 13 | Johnny Ma                                  | Johnny Ma                              | Johnny Ma                         | Johnny Ma | Johnny Ma und die Familie Lovera                                                                                    | Chinesisch/San Sebastián del Oeste, Mexiko   |
| Ein Mann filmt wie er Teigtaschen erstellt, die seine Mutter immer für das chinesische Neujahrsfest zubereitet hat. Er nimmt eine Nachricht für seine Mutter auf, die die Nachricht wahrscheinlich nie sehen wird. |                                            |                                        |                                   | | |                                              |
| 14 | Grillen                                    | Crickets                               | Kristen Stewart                   | Kristen Stewart                                                                                                   | Kristen Stewart, Dylan Meyer                                                                                        | Englisch/Los Angeles, Vereinigte Staaten     |
| Eine Frau liegt wach und wird vom Zirpen der Grillen geplagt. |                                            |                                        |                                   | | |                                              |
| 15 | Unerwartetes Geschenk                      | Unexpected Gift                        | Gurinder Chadha                   | Kumiko Chadha Berges, Ronak Chadha Berges, Gurinder Chadha, Paul Mayeda Berges                                    | Gurinder Chadha, Kumiko Chadha Berges, Ronak Chadha Berges, Paul Mayeda Berges                                      | Englisch, Panjabi/London, Vereinigte Staaten |
| Kinder erzählen aus ihrer Sicht wie ihre Mutter den Lockdown erlebt, einschließlich mehrerer Todesfälle innerhalb der Familie in der Zeit des Lockdowns. Später erzählt die Mutter aus ihrer Sicht, dass ihr der Lockdown Zeit mit ihren Kindern und Zeit zum Trauern gegeben habe.                                                                      |                                            |                                        |                                   | | |                                              |
| 16 | Algorithmus                                | Algoritmo                              | Sebastián Lelio                   | Sebastián Lelio                                                                                                   | Amalia Kassai | Spanisch/Santiago, Chile                     |
| Eine Frau singt über das Leben in der Zeit des Lockdowns. |                                            |                                        |                                   | | |                                              |
| 16 | Durchstehen                                | Ride it Out                            | Ana Lily Amirpour                 | Ana Lily Amirpour                                                                                                 | Ana Lily Amirpour, Cate Blanchett                                                                                   | Englisch/Los Angeles, Vereinigte Staaten     |
| Eine Frau fährt mit ihrem Fahrrad durch die leeren Straßen von Los Angeles. |                                            |                                        |                                   | | |                                              |

## Rezeption
Der Wertungsaggregator Rotten Tomatoes errechnete für die erste Staffel aus den Kritiken von 16 Kritikern eine Weiterempfehlungsrate von 94 Prozent und eine Durchschnittsbewertung von 7,4 von 10. Auf Metacritic erreichte Homemade eine Bewertung der Kritiker von 71 von 100 Punkten.
Ursula Scheer schreibt für die Frankfurter Allgemeine Zeitung, dass bei Homemade für alle etwas dabei sei, einige der Kurzfilme bezeichnet sie sogar als „kleine Kostbarkeiten“. Für sie ist in vielen Filmen der „drängende Wunsch, für sie unbelastete Erinnerungen an das Leben unter Corona-Bedingungen zu schaffen“ erkennbar. Die Wiener Zeitung schreibt, dass Homemade etwas thematisiere was alle am eigenen Leib erfahren habe, nämlich das Herunterfahren des öffentlichen Lebens und dabei „das ganze Spektrum an Gefühlen ab[bilde], die wir die letzten Monate erlebt haben.“ Oliver Armknecht schreibt bei film-rezensionen.de, dass sich die Serie nicht zum Binge-Watching eigne, da man damit den einzelnen Filmen nicht gerecht werde, außerdem schreibt er, dass die einzelnen Filme so unterschiedliche seien, „dass vermutlich jeder etwas finden dürfte, das ihm gefällt.“ Der Kurzfilm von Ana Lily Amirpour bezeichnet er als einen der „visuell aufregendsten der Sammlung“ und hält fest, dass bei manchen Filmen im gesetzten Rahmen „kräftig experimentiert“ wurde.